# ری (فیلم)
ری (انگلیسی: Ray) فیلمی در ژانر زندگی‌نامه‌ای و موزیکال به کارگردانی تیلور هاکفورد است که براساس زندگی ری چارلز ساخته شده و در سال ۲۰۰۴ منتشر شد.
جیمی فاکس بازیگر نقش اول این فیلم با برنده شدن جایزه اسکار بهترین بازیگر نقش اول مرد و همچنین جوایز دیگر، به‌عنوان دومین بازیگر تاریخ که موفق به دریافت ۵ جایزه معتبر بازیگری برای یک‌نقش شده‌است، شناخته‌شد.

## بازیگران
- جیمی فاکس : ری چارلز
- کری واشینگتن : دلا بی رابینسون
- کلیفتون پاول : جف براون
- هری لنیکس : جو آدامز
- ترنس هاوارد : گوسی مک‌کی
- ریچارد شیف : جری وکسلر
- رجینا کینگ : مارگی هندریکس
- دیوید کرامهولتز : میلت شاو
- وارویک دیویس : اوبرون
- رابرت ویسدم
- کرت فولر
- کورتیس آرمسترانگ
- وندل پیرس

## جوایز
- جایزه اسکار بهترین بازیگر نقش اول مرد ۲۰۰۵ (جیمی فاکس)
- جایزه اسکار بهترین صداگذاری ۲۰۰۵
- جایزه بفتا بهترین بازیگر نقش اول مرد ۲۰۰۵ (جیمی فاکس)
- جایزه بفتا بهترین صداگذاری ۲۰۰۵
- جایزه گلدن گلوب بهترین بازیگر نقش اول مرد (جیمی فاکس)
- جایزه انجمن منتقدان فیلم لندن بهترین بازیگر نقش اول مرد (جیمی فاکس)
- جایزه هیئت ملی بازبینی فیلم بهترین بازیگر نقش اول مرد (جیمی فاکس)